# Irische Cricket-Nationalmannschaft in Simbabwe in der Saison 2010/11
Die Tour der irischen Cricket-Nationalmannschaft nach Simbabwe in der Saison 2010/11 fand vom 26. bis zum 30. September 2010 statt. Die internationale Cricket-Tour war Bestandteil der Internationalen Cricket-Saison 2010/11 und umfasste drei ODIs. Simbabwe gewann die Serie 2–1.

## Vorgeschichte
Für beide Mannschaften war es die erste Tour der Saison. Das letzte Aufeinandertreffen der beiden Mannschaften bei einer Tour fand in der Saison 1990/91 in Simbabwe statt.

## Stadion
Das folgende Stadion wurden für die Tour als Austragungsort vorgesehen.
| Stadion            | Stadt  | Kapazität | Spiele      |
| ------------------ | ------ | --------- | ----------- |
| Harare Sports Club | Harare | 10.000    | 1. – 3. ODI |

## One-Day Internationals

### Erstes ODI in Harare
| 26. September Scorecard | Harare | Irland 200 (47.3)              | – | Simbabwe 206-8 (50) |
|                         |        | Simbabwe gewinnt mit 2 Wickets |   |                     |

### Zweites ODI in Harare
| 28. September Scorecard | Harare | Irland 238-9 (50)              | – | Simbabwe 239-7 (48.5) |
|                         |        | Simbabwe gewinnt mit 3 Wickets |   |                       |

### Drittes ODI in Harare
| 30. September Scorecard | Harare | Irland 244 (49.4)          | – | Simbabwe 224 (47.4) |
|                         |        | Irland gewinnt mit 20 Runs |   |                     |